# Novohradka
Novohradka je řeka v Pardubickém kraji, pravostranný přítok řeky Chrudimky. Především horní část jejího povodí je krajinou vysoké přírodně-estetické hodnoty. Říčka vytváří výrazné hluboké údolí a četné meandry a tůně. Její tok není po celé délce přehrazen. Svůj název dostala podle obce Nové Hrady, jejíž dominantou je zámek zvaný české Versailles. Její celková délka činí 49,2 km. Plocha povodí měří 470,0 km².

## Průběh toku
Pramení v rozsáhlém polesí u osady Paseky u Proseče u Skutče v nadmořské výšce 649,2 m. Zde je též označována jako Vranický potok. Převažující směr jejího toku je na severozápad. Na horním toku prochází malebnou oblastí Toulovcovy maštale. Jedná se o pískovcové skalní město s hluboko zaříznutými roklemi a kaňony, jež je chráněno jako přírodní rezervace. Na Maštale navazuje výrazné hluboké údolí, z obou stran obklopené smíšenými lesy, dlouhé přibližně 13 km. Spolu s údolím levostranného přítoku Krounky tvoří přírodní park Údolí Krounky a Novohradky. Od města Luže teče Novohradka již rovinatou krajinou až po soutok s Chrudimkou u Úhřetické Lhoty v nadmořské výšce 229,9 m. Dolní tok Novohradky bývá někdy také nazýván Olšinkou.

### Větší přítoky

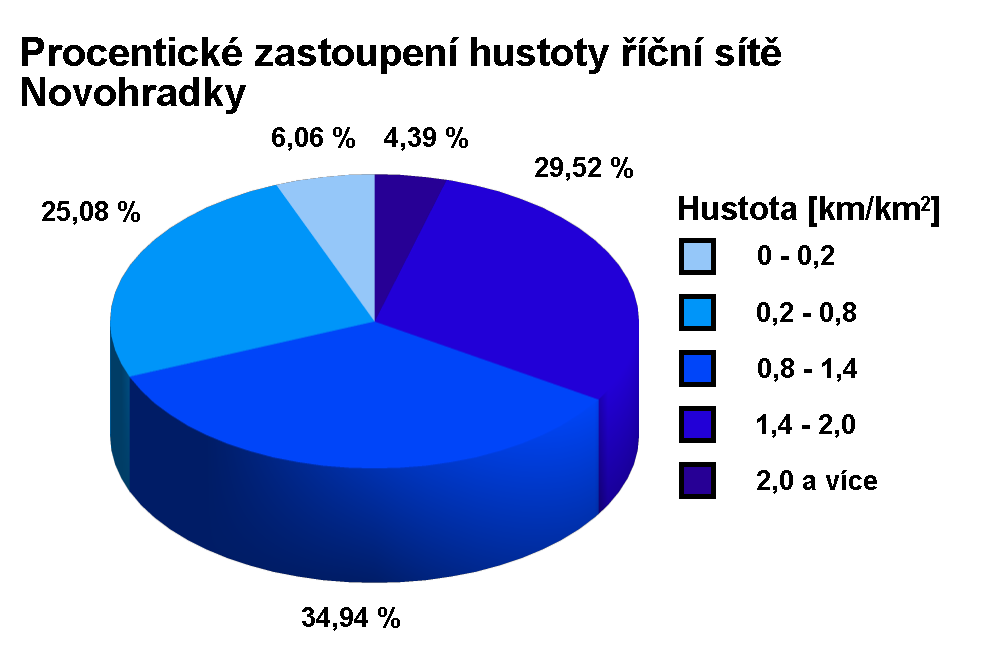
Hustota říční sítě

Největším přítokem řeky Novohradky co se délky toku, plochy povodí a vodnosti týče je říčka Ležák, jejíž délka činí 31,0 km. Druhým největším přítokem je říčka Žejbro dlouhá 30,8 km. Třetím největším přítokem Novohradky je Krounka s délkou 23,9 km, která je oproti Žejbru nepatrně vodnější. Průměrná hustota říční sítě Novohradky činí 1,12 km/km². Celkově se v jejím povodí nachází 427 vodních toků v délce do jednoho kilometru a 127 vodních toků v délce 1 až 10 km. Potoky dlouhé 10 až 20 km jsou v povodí jen dva. V délce 20 až 40 km se v povodí řeky nalézají tři vodní toky.
- Voletínský potok, zleva, ř. km 42,7[7]
- Jarošovský potok, zprava, ř. km 41,0[7]
- Hradecký potok, zprava, ř. km 39,2[8]
- Prosečský potok, zleva, ř. km 38,6[8]
- Hlubočický potok, zleva, ř. km 33,1[9][pozn 1]
- Doubravický potok, zprava, ř. km 32,1[9]
- Krounka, zleva, ř. km 29,9[5]
- Anenský potok, zleva, ř. km 24,3[9]
- Řepnický potok, zprava, ř. km 21,4[9]
- Mentourský potok, zprava, ř. km 18,4[10]
- Žilovický potok, zleva, ř. km 13,3[10]
- Žejbro, zleva, ř. km 10,0[4]
- Ležák (Holetínka), zleva, ř. km 7,2[3]
- Ježděnka, zleva, ř. km 3,2[11]
- Kočský potok, zleva, ř. km 1,8[12]

## Vodní režim

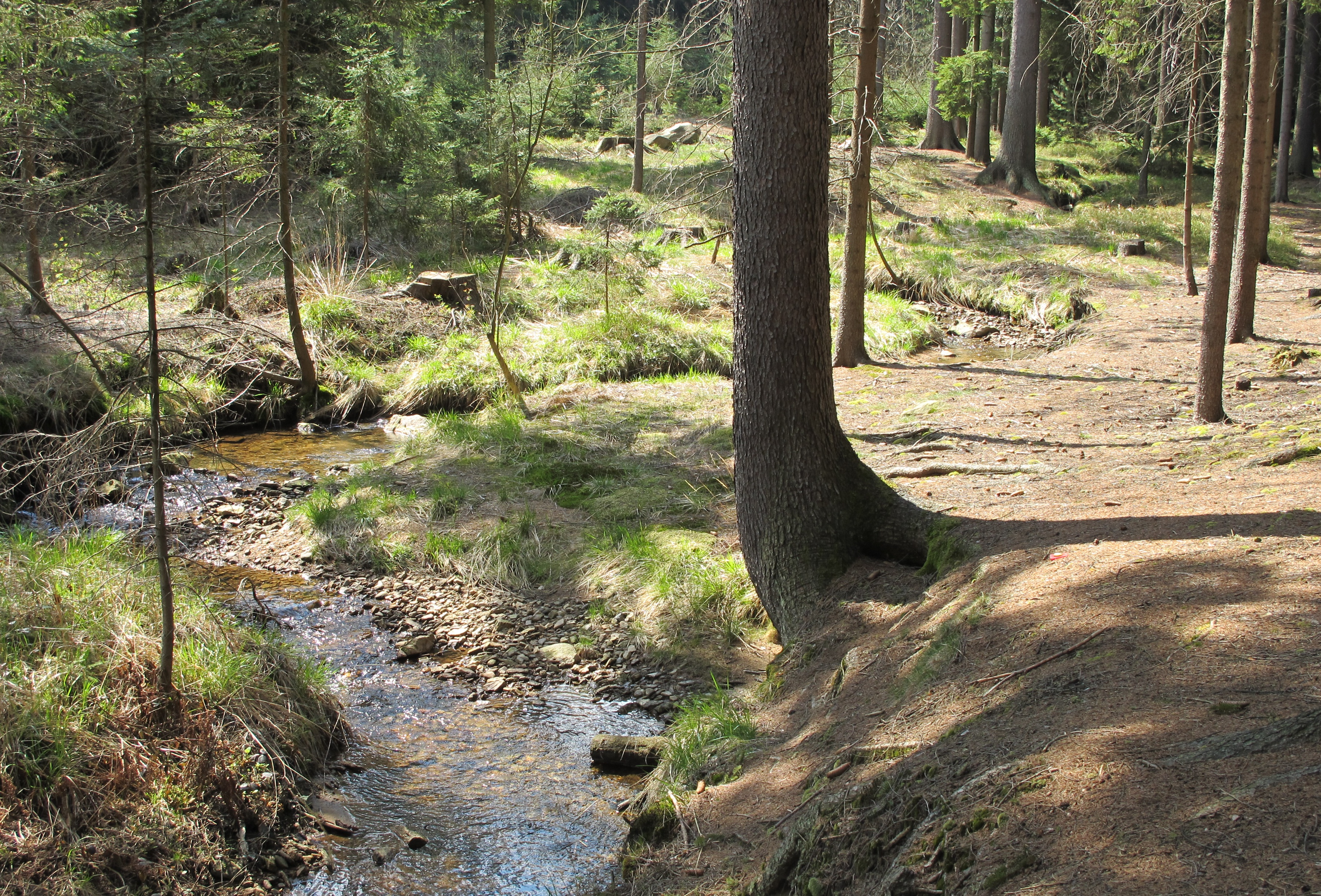
Novohradka na horním toku v PR Maštale

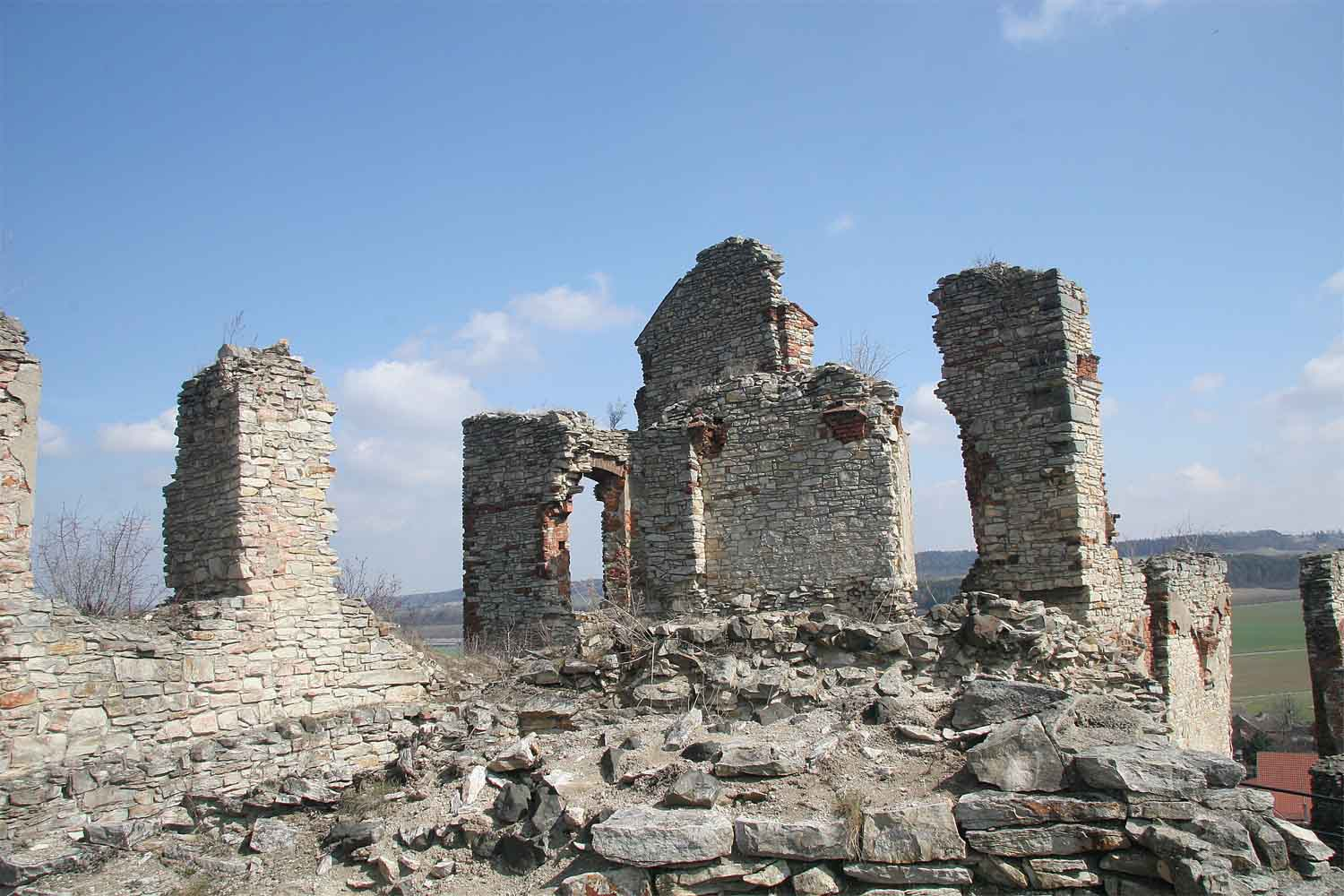
Zřícenina hradu Košumberk nad údolím Novohradky

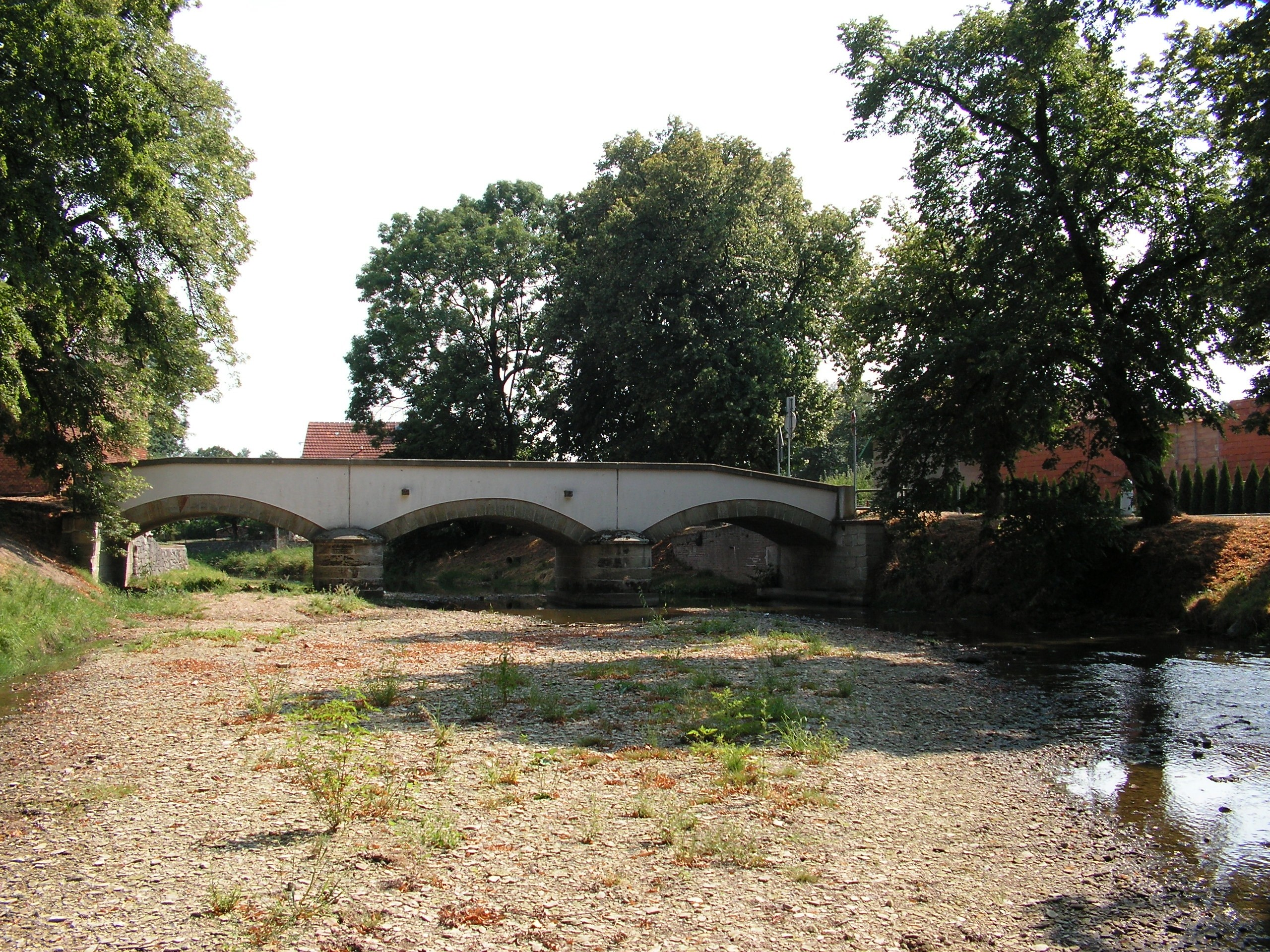
Novohradka v Lozicích za nízkého stavu v srpnu 2015

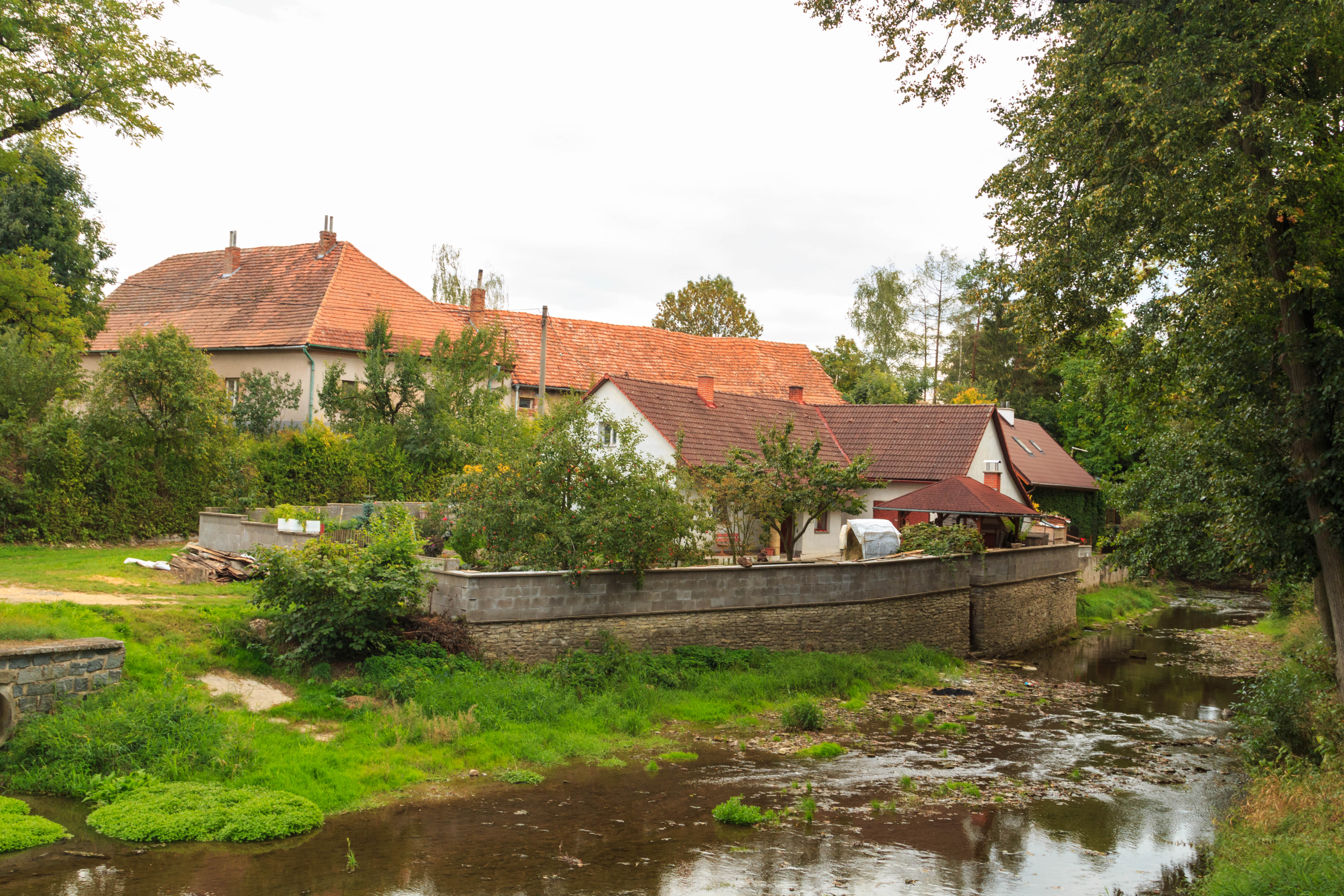
Říčka v Jenišovicích u ústí Řepnického potoka

Průměrný průtok nedaleko ústí v Úhřeticích na říčním kilometru 2,1 činí 2,30 m3/s.
Průměrné dlouhodobé měsíční průtoky Novohradky (m3/s) ve stanici Úhřetice:
Průměrné měsíční průtoky Novohradky (m3/s) ve stanici Úhřetice v roce 2014:
Hlásné profily:
| místo    | říční km | plocha povodí | průměrný průtok (Qa) | stoletá voda (Q100) | poznámky         |
| -------- | -------- | ------------- | -------------------- | ------------------- | ---------------- |
| Luže     | 28,35    | 152,26 km²    | 0,96 m3/s            | 69,7 m3/s           | aktualizace 2024 |
| Úhřetice | 2,10     | 462,52 km²    | 2,30 m3/s            | 103,0 m3/s          | aktualizace 2024 |

N-leté průtoky v Luži:
| N-leté průtoky | Q1   | Q5   | Q10  | Q50  | Q100 |
| -------------- | ---- | ---- | ---- | ---- | ---- |
| Q [m3/s]       | 10,9 | 26,0 | 34,3 | 57,8 | 69,7 |

N-leté průtoky v Úhřeticích:
| N-leté průtoky | Q1   | Q5   | Q10  | Q50  | Q100  |
| -------------- | ---- | ---- | ---- | ---- | ----- |
| Q [m3/s]       | 25,6 | 49,1 | 60,5 | 89,6 | 103,0 |

## Fauna
Dříve žila v Novohradce i vzácná hrachovka Pisidium moitessierianum. Již v roce 1996 byl v Novohradce zjištěn výskyt nepůvodního plže Potamopyrgus antipodarum.  V dolním toku Novohradky byla v letech 2015-2016 zjištěna životaschopná populace evropsky významného mlže Unio crassus. V Novohradce nyní žije 15 druhů vodních měkkýšů (7 druhů plžů a 8 druhů mlžů).

## Obce a jejich části podél toku řeky
- Luže
- Lozice
- Jenišovice
- Chroustovice
- Holešovice
- Blížňovice
- Hrochův Týnec
- Dvakačovice
- Vejvanovice
- Úhřetice